# Chrysosoma nemocerum
Chrysosoma nemocerum är en tvåvingeart som först beskrevs av Wulp 1895.  Chrysosoma nemocerum ingår i släktet Chrysosoma och familjen styltflugor. Inga underarter finns listade i Catalogue of Life.